# Beilstein database
Pour les articles homonymes, voir Beilstein.
La Beilstein database est la plus grande base de données chimiques dans le domaine de la chimie organique, dans laquelle les composés sont identifiés de façon unique par leur numéro Beilstein. Cette base de données couvre la littérature scientifique de 1771 à nos jours et contient des informations validées expérimentalement sur des millions de réactions chimiques et de composés chimiques à partir de publications scientifiques. 
La base de données électronique a été créée à partir du Beilstein's Handbook of Organic Chemistry créé par Friedrich Konrad Beilstein en 1881, mais elle a paru en ligne sous un certain nombre de noms différents, parmi eux « Crossfire Beilstein ». Depuis 2009, son contenu est maintenu et distribué par Elsevier Information Systems, à Francfort, sous le nom « Reaxys ».
Jusqu'à 350 champs contenant des informations chimiques et physiques (point de fusion, indice de réfraction, ...) sont disponibles pour chaque composé, accolés à des références dans la littérature dans laquelle la réaction ou le composé apparaît.
Le contenu Beilstein accessible via Reaxys est complété par des informations tirées de Gmelin (qui donne accès à la Gmelin database), une grande base de données concernant la chimie organométallique et la chimie inorganique, ainsi que d'informations tirées de la Patent Chemistry Database.

## Référence culturelle
La nouvelle policière Le Patronyme accusateur d'Isaac Asimov utilise le Beilstein comme un élément principal de l'intrigue.